# Università Mykolas Romeris
L’Università Mykolas Romeris (in lituano: Mykolo Romerio universitetas) è una delle più grandi università statali lituane ed è intitolata al giurista e fondatore della costituzione lituana Mykolas Römeris.

## Storia
L'università fu fondata dopo la restaurazione dell'indipendenza lituana del 1990 da parte del Seimas (parlamento) della Repubblica lituana.
Il 28 ottobre 2004, il Seimas approvò la risoluzione per cambiare il nome dell'Università di legge della Lituania e l'approvazione dello statuto dell'Università di Mykolas Romeris.

## Struttura

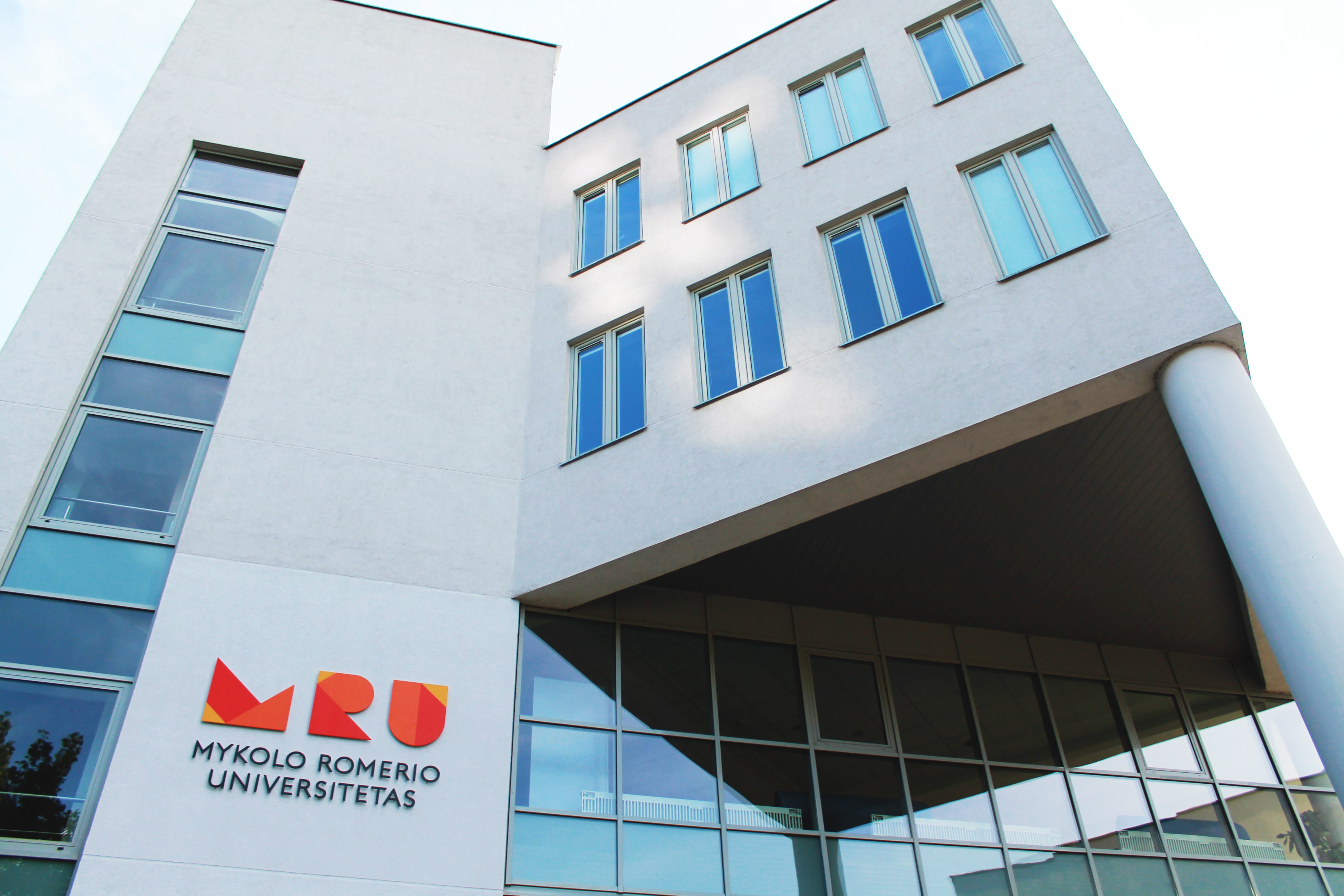
Campus

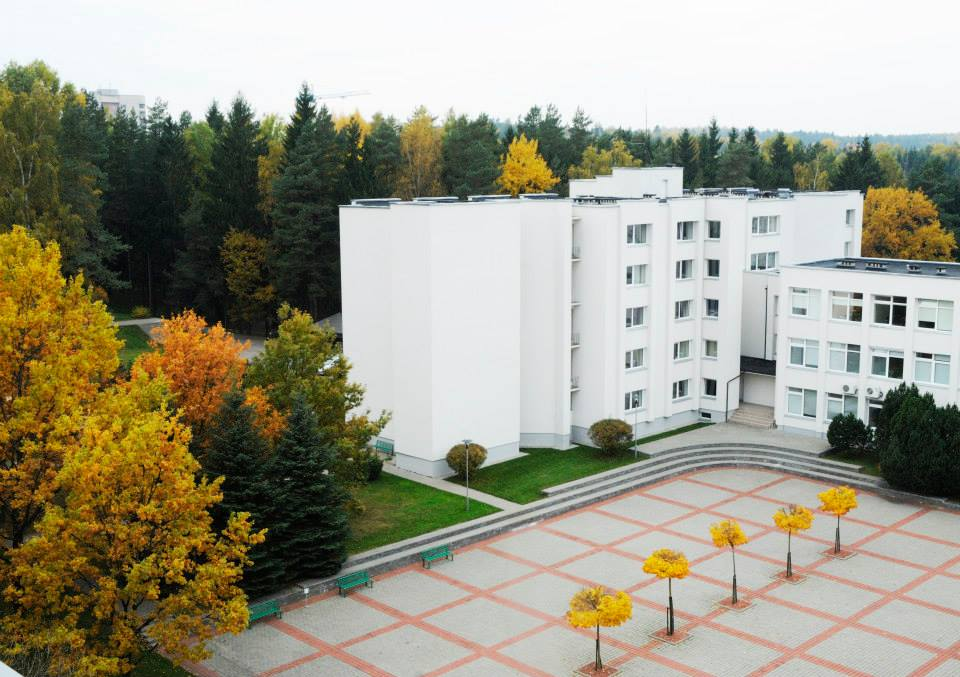
Il campus in autunno

L'università è strutturata nelle seguenti facoltà:
- Accademia di sicurezza pubblica
- Economia
- Giurisprudenza
- Psicologia
- Scienze della comunicazione
- Scienze dell'educazione e dei servizi sociali
- Scienze politiche e dell'amministrazione
- Scienze umanistiche

### Ricerca
Le attività di ricerca dell'ateneo concernono in prevalenza le scienze sociali; negli anni, tuttavia, sono stati introdotti nuovi studi afferenti ai campi della biomedicina, della tecnologia e degli studi umanistici. Nel 2015 è stata inaugurata una nuova struttura del campus, denominata Mykolas Romeris University LAB, al suo interno ospita diciannove laboratori ed il "Centro di aiuto alla ricerca e innovazione".

## Rettori
- Alvydas Pumputis
- Algirdas Monkevičius